# 73491 Robmatson
73491 Robmatson este un asteroid din centura principală de asteroizi.

## Descriere
73491 Robmatson este un asteroid din centura principală de asteroizi. A fost descoperit pe 8 august 2002 la Observatorul Palomar de Sebastian F. Hönig. Asteroidul prezintă o orbită caracterizată de o semiaxă mare de 2,66 ua, o excentricitate de 0,13 și o înclinație de 12,9° în raport cu ecliptica.